# Halve marathon van Egmond 2023
De 48e editie van de halve marathon van Egmond vond plaats op zondag 8 januari 2023. Na twee jaar afwezigheid door de Coronapandemie, ging de wedstrijd weer van start. De weersomstandigheden waren deze editie gemiddeld. Met een windkracht 5 beaufort, hier en daar was er een bui. Tijdens de halve marathon was het 9 graden.
Bij de mannen ging de overwinning naar de Belgische Soufiane Bouchikhi in 1:07.73. Tweede werd de eerste Nederlander Tom Hendrikse in 1:08.19 en derde werd, tevens Nederlander Khalid Choukoud in 1:08.20. Acht Nederlanders eindigde er in de top tien. Bij de vrouwen won de Nederlandse Nienke Brinkman in 1:18.24. Voor het eerst sinds 1999 Irma Heeren, wint er een Nederlandse. Tweede en derde werden ook Nederlandse deelnemers: Andrea Deelstra won het zilver in 1:19.42 op een ruime minuut achterstand en brons won Jennifer Gulikers in 1:20.47, wat een geheel Nederlands podium betekende. Overigens eindigde er tien Nederlandse deelnemers in de top tien.
Naast de halve marathon kende het evenement een wedstrijd met als afstand een kwart marathon (10,5 km).

## Uitslagen[3]

### Mannen
| Plaats | Naam               | Land      | TIjd    |
| ------ | ------------------ | --------- | ------- |
| Goud   | Soufiane Bouchikhi | België    | 1:07:33 |
| Zilver | Tom Hendrikse      | Nederland | 1:08.19 |
| Brons  | Khalid Choukoud    | Nederland | 1:08.20 |
| 4      | Björn Koreman      | Nederland | 1:08.45 |
| 5      | Noah Schutte       | Nederland | 1:09.00 |
| 6      | Lahsene Bouchikhi  | Nederland | 1:09:30 |
| 7      | Edwin Sjerps       | Nederland | 1:09.35 |
| 8      | Gianluca Assorgia  | Nederland | 1:09.54 |
| 9      | Vincent Bierinckx  | België    | 1:10.04 |
| 10     | Stan Niesten       | Nederland | 1:10.22 |

### Vrouwen
| Plaats | Naam                 | Land      | TIjd    |
| ------ | -------------------- | --------- | ------- |
| Goud   | Nienke Brinkman      | Nederland | 1:18.24 |
| Zilver | Andrea Deelstra      | Nederland | 1:19.42 |
| Brons  | Jennifer Gulikers    | Nederland | 1:20.47 |
| 4      | Anne Luijten         | Nederland | 1:21.14 |
| 5      | Ruth van der Meijden | Nederland | 1:22.04 |
| 6      | Bo Ummels            | Nederland | 1:22.44 |
| 7      | Maaike van Gelder    | Nederland | 1:24.18 |
| 8      | Ingrid Klaasen       | Nederland | 1:24.38 |
| 9      | Marije Geurtsen      | Nederland | 1:24.40 |
| 10     | Sara van Grunsven    | Nederland | 1:24.51 |

1973 ·
1974 ·
1975 ·
1976 ·
1977 ·
1978 ·
1979 ·
1980 ·
1981 ·
1982 ·
1983 ·
1984 ·
1985 ·
1986 ·
1987 ·
1988 ·
1989 ·
1990 ·
1991 ·
1992 ·
1993 ·
1994 ·
1995 ·
1996 ·
1997 ·
1998 ·
1999 ·
2000 ·
2001 ·
2002 ·
2003 ·
2004 ·
2005 ·
2006 ·
2007 ·
2008 ·
2009 ·
2010 ·
2011 ·
2012 ·
2013 ·
2014 ·
2015 ·
2016 ·
2017 ·
2018 ·
2019 ·
2020 ·
2021 ·
2022 ·
2023 ·
2024 ·
2025